# Channa marulioides
Channa marulioides es una especie de pez del género Channa, familia Channidae. Fue descrita científicamente por Bleeker en 1851.
Se distribuye por Asia: Indonesia y Malasia. La longitud total (TL) es de 27 centímetros. Habita en aguas pantanosas. Está clasificada como una especie marina inofensiva para el ser humano.